# オーセージ郡 (カンザス州)
オーセージ郡（英: Osage County）は、アメリカ合衆国カンザス州の東部に位置する郡である。2010年国勢調査での人口は16,295人であり、2000年の16,712人から2.5%減少した。郡庁所在地はリンドン市（人口1,052人）であり、同郡で人口最大の都市はオーセージシティ市である（人口2,943人）。オーセージ郡はジャクソン郡、ジェファーソン郡、ショーニー郡、ワボンシー郡と共にトピカ大都市圏を構成しており、2009年時点の都市圏人口は230,824人と推計されている。オーセージ郡は1855年に当初ウェラー郡として創設され、1859年に郡内を流れるオーセージ川に因んで改名された。

## 法と政府
オーセージ郡はアルコールを禁じる、すなわち「ドライ」の郡だったが、1986年にカンザス州憲法が修正され、住民は投票で個人が嗜むアルコール飲料の販売を承認した。ただし、食料販売量の30%までという制限が付いた。

## 地理
アメリカ合衆国国勢調査局に拠れば、郡域全面積は719.23平方マイル (1,862.8 km2)であり、このうち陸地は703.50平方マイル (1,822.1 km2)、水域は15.72平方マイル (40.7 km2)で水域率は2.19%である。

### 隣接する郡
- ショーニー郡 - 北
- ダグラス郡 - 北東
- フランクリン郡 - 東
- コフィー郡 - 南
- ライアン郡 - 南西
- ワボンシー郡 - 北西

## 人口動態
以下は2000年の国勢調査による人口統計データである。
| 基礎データ - 人口: 16,712人 - 世帯数: 6,490 世帯 - 家族数: 4,737 家族 - 人口密度: 9人/km2（24人/mi2） - 住居数: 7,018軒 - 住居密度: 4軒/km2（10軒/mi2） 人種別人口構成 - 白人: 97.27% - アフリカン・アメリカン: 0.22% - ネイティブ・アメリカン: 0.65% - アジア人: 0.17% - 太平洋諸島系: 0.10% - その他の人種: 0.41% - 混血: 1.18% - ヒスパニック・ラテン系: 1.53% 年齢別人口構成 - 18歳未満: 27.0% - 18-24歳: 6.4% - 25-44歳: 27.0% - 45-64歳: 23.7% - 65歳以上: 15.8% - 年齢の中央値: 39歳 - 性比（女性100人あたり男性の人口） - 総人口: 96.0 - 18歳以上: 93.3 | 世帯と家族（対世帯数） - 18歳未満の子供がいる: 33.8% - 結婚・同居している夫婦: 61.0% - 未婚・離婚・死別女性が世帯主: 8.1% - 非家族世帯: 27.0% - 単身世帯: 23.5% - 65歳以上の老人1人暮らし: 11.5% - 平均構成人数 - 世帯: 2.54人 - 家族: 2.99人 収入と家計 - 収入の中央値 - 世帯: 37,928米ドル - 家族: 44,581米ドル - 性別 - 男性: 30,670米ドル - 女性: 22,981米ドル - 人口1人あたり収入: 17,691米ドル - 貧困線以下 - 対人口: 8.4% - 対家族数: 6.4% - 18歳未満: 8.4% - 65歳以上: 10.4% |

## 都市と町

### 法人化された都市
都市名の後の数字は2010年国勢調査での人口を示す。
- オーセージシティ, 2,943
- カーボンデール, 1,437
- リンドン, 1,052 - 郡庁所在地
- バーリンゲイム, 934
- オーバーブルック, 1,058
- スクラントン, 710
- クニーモ, 388
- メルバーン, 385
- オリベット, 67

## 郡区
オーセージ郡は16の郡区に分けられている。オーセージシティ市は「政治的に独立」と見なされ、下記郡区の数字からは外されている。下表で「人口中心」は最大都市であり、特に大きな数字でなければ、郡区の人口に含まれるものである。
| 郡区 | FIPSコード | 人口中心         | 人口  | 人口密度 /km2 (/sq mi) | 陸地面積 km2 (sq mi) | 水域 km2 (sq mi) | 水域率(%) | 座標                                                              |
| --- | ---------- | ---------------- | ----- | ---------------------- | -------------------- | ---------------- | --------- | ----------------------------------------------------------------- |
| エイジェンシー                                                                                          | 00450      | クニーモ         | 618   | 7 (19)                 | 86 (33)              | 0 (0)            | 0.10%     | 北緯38度34分21秒 西経95度32分12秒 / 北緯38.57250度 西経95.53667度 |
| アーボニア                                                                                              | 02550      |                  | 136   | 1 (3)                  | 112 (43)             | 13 (5)           | 10.13%    | 北緯38度28分52秒 西経95度52分14秒 / 北緯38.48111度 西経95.87056度 |
| バークレイ                                                                                              | 04175      |                  | 239   | 2 (5)                  | 124 (48)             | 0 (0)            | 0.14%     | 北緯38度33分42秒 西経95度52分0秒 / 北緯38.56167度 西経95.86667度  |
| バーリンゲイム                                                                                          | 09375      | バーリンゲイム   | 1,768 | 9 (25)                 | 186 (72)             | 1 (0)            | 0.43%     | 北緯38度47分5秒 西経95度52分5秒 / 北緯38.78472度 西経95.86806度   |
| ドラゴン                                                                                                | 18575      |                  | 214   | 2 (6)                  | 94 (36)              | 0 (0)            | 0.07%     | 北緯38度43分14秒 西経95度49分16秒 / 北緯38.72056度 西経95.82111度 |
| エルク                                                                                                  | 20175      | オーバーブルック | 1,723 | 12 (32)                | 140 (54)             | 0 (0)            | 0.30%     | 北緯38度47分21秒 西経95度33分58秒 / 北緯38.78917度 西経95.56611度 |
| フェアファックス                                                                                        | 22150      |                  | 513   | 5 (12)                 | 111 (43)             | 5 (2)            | 4.14%     | 北緯38度42分34秒 西経95度40分3秒 / 北緯38.70944度 西経95.66750度  |
| グラント                                                                                                | 27850      |                  | 297   | 3 (8)                  | 93 (36)              | 0 (0)            | 0.25%     | 北緯38度38分25秒 西経95度52分24秒 / 北緯38.64028度 西経95.87333度 |
| ジャンクション                                                                                          | 35725      |                  | 1,210 | 9 (24)                 | 129 (50)             | 0 (0)            | 0.15%     | 北緯38度40分27秒 西経95度34分8秒 / 北緯38.67417度 西経95.56889度  |
| リンカーン                                                                                              | 40925      |                  | 134   | 2 (4)                  | 83 (32)              | 0 (0)            | 0.10%     | 北緯38度29分7秒 西経95度33分17秒 / 北緯38.48528度 西経95.55472度  |
| メルバーン                                                                                              | 45725      | メルバーン       | 812   | 7 (18)                 | 115 (44)             | 0 (0)            | 0.13%     | 北緯38度30分8秒 西経95度38分50秒 / 北緯38.50222度 西経95.64722度  |
| オリベット                                                                                              | 52725      | オリベット       | 263   | 2 (5)                  | 143 (55)             | 17 (7)           | 10.70%    | 北緯38度29分53秒 西経95度44分51秒 / 北緯38.49806度 西経95.74750度 |
| リッジウェイ                                                                                            | 59825      | カーボンデール   | 2,661 | 25 (64)                | 108 (42)             | 2 (1)            | 2.00%     | 北緯38度48分56秒 西経95度40分56秒 / 北緯38.81556度 西経95.68222度 |
| スクラントン                                                                                            | 63700      | スクラントン     | 1,273 | 14 (36)                | 92 (36)              | 1 (0)            | 0.91%     | 北緯38度47分30秒 西経95度45分10秒 / 北緯38.79167度 西経95.75278度 |
| スーピアリア                                                                                            | 69500      |                  | 293   | 3 (8)                  | 93 (36)              | 0 (0)            | 0.30%     | 北緯38度38分44秒 西経95度47分34秒 / 北緯38.64556度 西経95.79278度 |
| バレーブルック                                                                                          | 73200      | リンドン         | 1,524 | 15 (38)                | 104 (40)             | 0 (0)            | 0.46%     | 北緯38度36分44秒 西経95度40分35秒 / 北緯38.61222度 西経95.67639度 |
| Sources: “Census 2000 U.S. Gazetteer Files”. U.S. Census Bureau, Geography Division. 2012年4月1日閲覧。 |            |                  |       |                        |                      |                  |           |                                                                   |

## 教育

### 統一教育学区
- オーセージシティ USD 420
- リンドン USD 421
- サンタフェ・トレイル USD 434
- バーリンゲイム USD 454
- メルダジーンバレー USD 456

## メディア
オーセージ郡では「ザ・オーセージカウンティ・ヘラルド・クロニクル」という週刊新聞が発行されている。発行部数は約4,500部であり、カンザス州で有料出版物として第3位になっている。ヘラルド・クロニクルは2007年2月に「ザ・オーセージカウンティ・ヘラルド」と「ザ・オーセージカウンティ・クロニクル」の合併で作られた。